# Ishpatina Ridge
Ishpatina Ridge é o ponto terrestre mais alto na província canadense de Ontário, com uma altitude estimada em 693 metros acima do nível do mar. O Ishpatina Ridge eleva-se a aproximadamente 300 metros acima da área imediata. Só foi verdadeiramente reconhecido como o ponto mais alto de Ontário depois que o mapeamento topográfico do governo federal revelou esse fato na década de 1970. Antes disso, a popular Maple Mountain era considerada o ponto mais alto.